# Joseph Tydings
Joseph Davies Tydings (ur. 4 maja 1928 w Asheville, Karolina Północna, zm. 8 października 2018 w Waszyngtonie) – amerykański prawnik i polityk.
Był synem Millarda Evelyna Tydingsa, który reprezentował stan Maryland w Izbie Reprezentantów Stanów Zjednoczonych oraz Senacie Stanów Zjednoczonych.
W latach 1965–1971 reprezentował stan Maryland w Senacie Stanów Zjednoczonych wybrany z ramienia Partii Demokratycznej.
W 1970 roku został laureatem Nagrody Margaret Sanger.